# Epamera mongiro
Epamera mongiro är en fjärilsart som beskrevs av Henry Stempffer 1969. Epamera mongiro ingår i släktet Epamera och familjen juvelvingar. Inga underarter finns listade i Catalogue of Life.